# Македонска борба (1934)
Вижте пояснителната страница за други значения на Македонска борба.
„Македонска борба“ с подзаглавие Орган на македонската прогресивна емиграция в България е левичарски български вестник, издаван от националреволюционната група „Македонско прогресивно движение в България“ на Васил Хаджикимов и Борис Михов.
Редактор на вестника е Ж. Мирчев, но основната работа се върши от Хаджикимов. Те се отцепват от Македонската народна студентска група.
Първият брой излиза на 15 февруари 1934 година, а последният 5 брой на 15 май 1934 година. В него се критикуват ръководителите на ВМРО (обединена) и редакцията на „Македонско знаме“, определяни като „тесняци“ и „червени върховисти“, главно заради приетата и налагана идея за съществуването на отделна от българската „македонска нация“.